# Olesya Kim
Olesya Kim (* 6. September 2002) ist eine ehemalige usbekische Tennisspielerin.

## Karriere
Kim begann im Alter von fünf Jahren mit dem Tennissport und bevorzugt Sandplätze. Sie spielte vor allem Turniere der ITF Women’s World Tennis Tour, wo sie aber keinen Titel gewinnen konnte. Bei den meisten ITF-Turnieren spielte sie die Qualifikation und erreichte zweimal die erste Runde des Hauptfelds.
2017 erhielt sie sowohl für die Qualifikation, als auch zusammen mit Partnerin Sevil Yoʻldosheva eine Wildcard für die Tashkent Open, ihrem ersten und einzigen Turnier der WTA Tour. Im Einzel verlor sie in der ersten Runde der Qualifikation gegen Anna Kalinskaja mit 0:6 und 2:6. Im Doppel verloren sie in der ersten Runde gegen ihre Einzelgegnerin Kalinskaja und Jewgenija Sergejewna Rodina ebenfalls mit 0:6 und 2:6.